# 脇坂安利 (旗本)
脇坂 安利（わきざか やすとし）は、江戸時代中期の旗本。

## 略歴
播磨国龍野藩2代藩主・脇坂安照の四男として誕生した。
宝永4年（1707年）11月15日に5代将軍・徳川綱吉に拝謁する。宝永6年（1709年）に父が隠居した際、播磨国内から2000石を分与され、旗本寄合席に属した。
元文3年12月18日（1739年1月27日）に死去した。跡は嫡男の安種が継いだ。

## 系譜
- 父：脇坂安照（1658年 - 1722年）
- 母：不詳
- 室：井原氏
  - 次男：堀田正賓（1716年 - 1758年） - 堀田正永の養子
- 生母不明の子女
  - 長男：脇坂安種（1712年 - 1749年）
  - 女子：木下利意室 - 後小出秀充室
  - 女子：奥山和佐室